# Rhinopharynx
Pour les articles homonymes, voir Cavum.

Vue en coupe des différentes parties du pharynx.

Le rhinopharynx, aussi appelé nasopharynx ou cavum, est la partie supérieure du pharynx, au-dessous de la base du crâne et au-dessus du voile du palais. C'est un espace strictement aérien qui communique en avant avec les fosses nasales via les choanes, latéralement avec l'oreille moyenne via la trompe auditive, et en bas avec l'oropharynx. il se termine derrière l'uvule.  
L'épithélium y est pseudostratifié prismatique cilié. 
Le cavum fait partie des voies aériennes supérieures, mais il intervient également dans le drainage des sécrétions nasales vers les voies digestives et la régulation de pression de l'oreille moyenne , en plus de son rôle de cavité de résonance de la voix.